# BMW 1 (F70)
BMW 1-й серии (F70) — четвёртое поколение субкомпактных представительских хэтчбеков BMW 1 серии. Как и F40, F70 разрабатывается на платформе BMW UKL.

## Описание
Впервые F70 был представлен 4 июня 2024 года. Он базируется на платформе UKL2, на которой также базируется F74 Gran Coupé 2. Сборка началась в июле 2024 года в Лейпциге, а продажи намечены на октябрь 2024 года.
F70 стал первой моделью BMW без суффикса «i». Дизельные модели по-прежнему обозначаются суффиксом «d».
В отличие от предшественника, F70 удлинён на 42 мм, а его высота увеличена на 25 мм. Объём багажника всё так же составляет 380 л при поднятых задних сиденьях и 1200 л при сложенных задних сиденьях. Для гибридных моделей пространство в багажнике уменьшено на 80 л (до 300 л) из-за размещения 48-вольтовой батареи под полом багажника.
Визуально F70 представляет собой модернизацию предыдущего поколения. Основные характеристики экстерьера включают цифру «1» в отделке передней стойки Hofmeister kink, когда она оснащена индивидуальной отделкой BMW Shadow Line, светодиодными задними фонарями, которые имеют форму, аналогичную X2, и контрастной крышей.
Интерьер полностью переработан и имеет компоновку, аналогичную X1 (U11). На изогнутом дисплее размещены как 10,25-дюймовая цифровая комбинация приборов, так и информационно-развлекательная система с сенсорным экраном 10,7 дюйма (работает на базе операционной системы BMW 9) с функциями быстрого выбора, переключателем передач, используемым для автоматической коробки передач, уменьшенным количеством физических элементов управления салоном и отсутствием шайбы управления iDrive.
F70 оснащён бензиновыми и дизельными двигателями последнего поколения, которые были позаимствованы у X1 (U11). Все двигатели сочетаются в паре с семиступенчатой автоматической трансмиссией Steptronic. BMW 1 впервые начал выпускаться без МКПП.
Модели M135 xDrive оснащены адаптивным шасси M со спортивным рулевым управлением, составной тормозной системой M с 385-миллиметровыми передними тормозами и 330-миллиметровыми задними дисковыми тормозами, доступными как часть пакета M Technology, и специальной четырёхъядерной выхлопной системой M. Для европейских рынков мощность двигателя снижена до 221 кВт (296 л. с.) из-за европейских стандартов выбросов.

## Двигатели

### Бензиновые
|                                        | 116                                                            | 120                                                                                       | M135 xDrive                                                    |
| -------------------------------------- | -------------------------------------------------------------- | ----------------------------------------------------------------------------------------- | -------------------------------------------------------------- |
| Годы производства                      | с конца 2024                                                   | с 10.2024                                                                                 | с 10.2024                                                      |
| Двигатель                              | Бензиновый с каталитическим нейтрализатором и сажевым фильтром | Бензиновый с мягким гибридом, каталитическим нейтрализатором и сажевым фильтром           | Бензиновый с каталитическим нейтрализатором и сажевым фильтром |
| Конструкция                            | Рядный трёхцилиндровый                                         | Рядный трёхцилиндровый                                                                    | Рядный четырёхцилиндровый                                      |
| Впрыск                                 | Прямой                                                         | Прямой                                                                                    | Прямой                                                         |
| Наддув                                 | Турбонаддув                                                    | Турбонаддув                                                                               | Турбонаддув                                                    |
| Регулируемая система газораспределения | Valvetronic                                                    | Valvetronic                                                                               | Valvetronic                                                    |
| Тип двигателя                          | B38A15P                                                        | B38A15P                                                                                   | B48A20                                                         |
| Диаметр цилиндра × Ход поршня          | 82,0 мм × 94,6 мм                                              | 82,0 мм × 94,6 мм                                                                         | 82,0 мм × 94,6 мм                                              |
| Объём                                  | 1499 см³                                                       | 1499 см³                                                                                  | 1998 см³                                                       |
| Степень сжатия                         | 11,0:1                                                         | 11,0:1                                                                                    | 9,5:1                                                          |
| Мощность при об/мин                    | 90 кВт (122 л. с.)                                             | 115 кВт (156 л. с.)/4700—6500 + 15 кВт (20 л. с.) Суммарная мощность: 125 кВт (170 л. с.) | 221 кВт (300 л. с.)/5750—6500                                  |
| Крутящий момент при об/мин             | 230 Н·м                                                        | 240 Н·м при 1500—4400 + 55 Н·м Суммарный крутящий момент: 280 Н·м                         | 400 Н·м при 2000—4500                                          |
| Трансмиссия                            | 7-скор. АКПП                                                   | 7-скор. АКПП                                                                              | 7-скор. АКПП                                                   |
| Привод                                 | Передний                                                       | Передний                                                                                  | Полный                                                         |
| Разгон до 100 км/ч                     |                                                                | 7,8 сек.                                                                                  | 4,9 сек.                                                       |
| Максимальная скорость (км/ч)           |                                                                | 226                                                                                       | 250                                                            |
| Снаряжённая масса (кг)                 |                                                                | 1500                                                                                      | 1625                                                           |
| Расход топлива (л/100 км)              |                                                                | 5,9—6,0                                                                                   | 8,1                                                            |
| Выбросы CO2 (г/км)                     |                                                                | 134—135                                                                                   | 184                                                            |
| ЭКО-Стандарт                           | Euro 6e                                                        | Euro 6e                                                                                   | Euro 6e                                                        |

### Дизельные
|                               | 118d                                                    | 120d                                                                                      |
| ----------------------------- | ------------------------------------------------------- | ----------------------------------------------------------------------------------------- |
| Годы производства             | с 10.2024                                               | с 10.2024                                                                                 |
| Двигатель                     | Дизельный с сажевым фильтром и катализаторами NOx и SCR | Дизельный с мягким гибридом, сажевым фильтром и катализаторами NOx и SCR                  |
| Конфигурация                  | R4                                                      | R4                                                                                        |
| Топливная система             | Common-Rail                                             | Common-Rail                                                                               |
| Наддув                        | Турбокомпрессоры с изменяемой геометрией                | Турбокомпрессоры с изменяемой геометрией                                                  |
| Тип                           | B47C20B                                                 | B47C20B                                                                                   |
| Диаметр цилиндра × Ход поршня | 84,0 мм × 90,0 мм                                       | 84,0 мм × 90,0 мм                                                                         |
| Объём                         | 1995 см³                                                | 1995 см³                                                                                  |
| Степень сжатия                | 16,5:1                                                  | 16,5:1                                                                                    |
| Мощность при об/мин           | 110 кВт (150 л. с.)/3750—4000                           | 110 кВт (150 л. с.)/3750—4000 + 15 кВт (20 л. с.) Суммарная мощность: 120 кВт (163 л. с.) |
| Крутящий момент при об/мин    | 360 Н·м/1500—2500                                       | 360 Н·м/1500—2500 + 55 Н·м Суммарный крутящий момент: 400 Н·м                             |
| Трансмиссия                   | 7-скор. АКПП                                            | 7-скор. АКПП                                                                              |
| Привод                        | Передний                                                | Передний                                                                                  |
| Разгон до 100 км/ч (сек.)     | 8,3                                                     | 7,9                                                                                       |
| Максимальная скорость (км/ч)  | 222                                                     | 222                                                                                       |
| Снаряжённая масса (кг)        | 1540                                                    | 1570                                                                                      |
| Расход топлива (л/100 км)     | 5,2                                                     | 4,8                                                                                       |
| Выбросы CO2 (г/км)            | 135—136                                                 | 125                                                                                       |
| ЭКО-Стандарт                  | Euro 6e                                                 | Euro 6e                                                                                   |